# Andrzej Górka (1500–1551)
Andrzej I Górka herbu Łodzia (ur. 1500, zm. 3 grudnia 1551 w Poznaniu) – starosta generalny Wielkopolski i kasztelan poznański od 1536, kasztelan kaliski od 1532, hetman polskich wojsk zaciężnych w kampanii 1534–1535 roku (dowodził 1300 żołnierzami).

## Życiorys
Jako młodzieniec przebywał na dworze królewskim, w 1527 posłował na sejm Rzeszy w Ratyzbonie. Poseł województw poznańskiego i kaliskiego na sejm 1529 roku, poseł województwa kaliskiego na sejm koronacyjny 1530 roku.
W 1532, podczas swojego pobytu w Królewcu zawarł bliską przyjaźń z Albrechtem Hohenzollernem. Tego samego roku, kiedy wrócił z poselstwa do Jana Zapolyi, został kasztelanem kaliskim. W 1535, podczas wojny z Wielkim Księstwem Moskiewskim powiódł na Litwę zaciężne wojska, biorąc udział w zdobywaniu Homla i Staroduba, zaś po powrocie, w tym samym roku, objął kasztelanię poznańską. W dniu 10 stycznia 1536 objął stanowisko starosty generalnego Wielkopolski. W czasie rokoszu pod Lwowem odpowiadał przed szlachtą w imieniu króla. W 1539 zajął się regulacją Warty. Urażony odmową przyznania biskupstwa krakowskiego swojemu ojcu – Łukaszowi II, wstrzymał na pewien czas egzekucję podatków od szlachty wielkopolskiej. W 1541 mediował pomiędzy Austrią a Węgrami. Jako stronnik Habsburów zabiegał w 1543 na Sejmie o przybliżenie terminu małżeństwa między Zygmuntem II Augustem a Elżbietą Habsburżanką, tego samego roku gościł u siebie Albrechta Hohenzollerna i Fryderyka II, księcia legnickiego z synem. Zjazd miał na celu naradę nad sytuacją protestantów w Niemczech, jednak w 1547 nie udzielił pożyczki związkowi szmalkaldzkiemu. Mimo swojego poparcia dla reformacji nigdy nie odciął się od kościoła rzymskokatolickiego. Wyrażał stanowczy sprzeciw wobec małżeństwa Zygmunta II Augusta z Barbarą Radziwiłłówną, co zamanifestował nie przybywając na pogrzeb Zygmunta I Starego, a na Sejmie w 1548 zagroził nawet wypowiedzeniem posłuszeństwa królowi, lecz później złagodził stanowisko i prosił o nie koronowanie Barbary. Nie osiągnął i tego. W Drezdenku, w grudniu 1548 spotkał się z margrabią Janem Hohenzollernem, który prosił o pomoc Polski dla protestanckich książąt Rzeszy. W tej samej sprawie spotkał się w 1549 w Prabutach z Albrechtem. W 1550 ukorzył się przed królem, jednak odmówił przybycia na koronację Barbary.
Poza starostwem generalnym wielkopolski, był również starostą: kolskim, wałeckim, mosińskim, ujskim i pilskim oraz dwu na Rusi: buskim i jaworowskim. W jego wielkopolskich włościach leżało dwanaście miast: Bnin, Czempiń, Czerniejewo, Górka, Jutrosin, Koźmin, Kórnik, Osieczna, Sieraków, Szamotuły, Wieleń, Wronki oraz liczne posiadłości na Rusi wniesione przez żonę (od 1525) – Barbarę z Kurozwęckich (zm. 1545). Zmarł 3 grudnia 1551 w Poznaniu, gdzie został pochowany w katedrze. Miał piątkę dzieci: Łukasza, Andrzeja, Stanisława, Katarzynę (po mężu Kościelecka, później Działyńska) i Barbarę (po mężu Czarnkowska).